# Čertovka
Čertovka ali Hudičev kanal (poetično poimenovan tudi Male praške Benetke) je 900 metrov dolg kanal reke Vltave v Pragi, ki je bil izkopan za potrebe poganjanja mlinskih koles dveh mlinov. Nahaja se v predelu Prage, imenovanem Malá Strana, izkopali pa naj bi ga v 12. stoletju Malteški vitezi. Po izkopu kanala je nastal umeten otok, imenovan Kampa.